# 陳永華
陳 永華（ちん えいか、拼音：Chén Yǒng-huá、1634年 - 1680年）は、中国明代・台湾鄭氏政権時代の軍人。字は「復甫」、諡は「文正」である。明の福建省泉州府同安県（現在の中華人民共和国廈門市）の人である。明末の挙人陳鼎の子供である。夫人は洪淑貞である。
陳永華が15歳の時、父は同安県の教諭（現在で言えば教育局長）であった。清軍が福建に進撃したとき、陳鼎は国に殉じた。鄭成功が廈門に開府したとき、陳永華は23歳であり、1656年（永暦10年）、兵部侍郎王忠孝の推薦を受けて、鄭成功と政治について語ることができた。陳永華が述べた見解や、未来の分析は鄭成功に「永華は今の臥龍なり」と誉められたほどであり、「諮議参軍」の職を授けられ、鄭成功の子鄭経の師となった。鄭家麾下の参謀となったのである。民間では、「陳近南」の別名で知られ、清朝に反対する天地会を開いたとされている。

## 生涯

### 鄭成功の時代
陳永華が若いとき、科挙を通り、龍渓生員の資格を得ている。1648年、清軍が鄭成功が支配する同安県を攻略したとき、陳永華の父親陳鼎は清軍に殺された。陳永華は、すぐに鄭成功の元にはせ参じた。鄭成功は、彼を世子鄭経の教師にしたが、陳永華は、鄭成功から官位は授けられていない

### 鄭経の時代
1662年6月、鄭成功が世を去ると、鄭経は、延平王を継ぎ、陳永華を諮議参軍に任命した。このとき、台湾の黄昭は鄭成功の弟である鄭襲を代理延平王と招討大将軍に擁立した。鄭経は陳永華一同を引き連れた台湾に侵攻し、黄昭の軍隊を撃破し、この内乱を治めたのである。
1663年、鄭経が廈門に戻った後、鄭泰と黃昭が前に個人的な関係があったのが判り、彼に対する疑心が生じ、鄭泰を逮捕しなければならないと思った。陳永華は、鄭経に献策している。　鄭経が台湾に行く前に、「金廈総制」と彫った官印を鄭泰に送り、「金門、廈門の防備を任せる」としたのである。鄭泰はこの印章をいただくと、廈門にお礼を言上しに来たが、鄭経は、鄭泰を禁固にしている。
1664年、鄭経は金門、廈門で、清とオランダの連合軍に敗れ、銅山島にまで退いた。このとき、人心が不安になり、清朝に投降する者が多く出た。鄭経周辺の有力な者まで、清に降伏するよう勧めたのである。しかし、陳永華と洪旭が、次のように説得した。「投降した人の多くは皆奴僕や商人の類である。明鄭の官員と僭称して清朝の厚遇を受けるつもりでしかない。万一投降した後、このような待遇を受けても理想とはならない。これは、笑い話みたいなものだ」。鄭経はこれを聞いて、投降の考えを捨て、台湾に退去し、国の政治をすべて、陳永華の処理に任せたのである。
1674年、鄭経は、三藩の乱に応じて、海を渡り、西征を行った時、陳永華に東寧の総制を命じ、銃後の守りを固めさせたのである。
永華為政儒雅轉粟餽餉，軍無缺乏。及經歸後，頗事偷息，而馮錫範、劉國軒忌之。三十四年春三月，請解兵。經不聽，既而許之，以所部歸國軒。—連横『台湾通史』
馮錫範同鄭經回臺，見永華把握重權，而諸事方正敢爲；且又屢受微譏，心實忌之，姑爲陽好，陰與國軒謀，軒教錫範解除兵權以許之。範許其策善。一日，會永華於公所，範曰：『自愧扈駕西征，寸功俱無，歸來仍居其位，殊覺赧顏！諸凡檢點明白，當即啟辭，杜門優游，以終餘年。』永華信以爲實，歸來即上啟乞休，經不允；華再加力陳，經意未決。範乘間啟曰：『復甫勤勞數載，形色已焦！今欲乞休靜攝，情出於真，宜俯從之！但其所部將士，可交武平伯爲是。』經依範議，允永華告辭，將所轄部旅交劉國軒，軒啟辭者再，經命至三，軒始統永華軍，而錫範仍任侍衛如故。華方悟爲範所賣，悔無及也，心大悒怏。—江日昇『台湾外記』
1680年6月、鄭経は台湾に帰ると、陳永華は、権力を握った馮錫範と劉国軒に排斥された。馮錫範に騙され、陳永華は綜制と勇衛を辞任し、龍湖巌（現在の台南市六甲区赤山龍湖巌）に引退した。1680年7月、世を去った。後に天興州赤山堡大潭山（現在の台南市柳営区果毅里）に葬られた。後に清朝は彼の骸を泉州に改葬し、一部分を元の所に残した。

## 史載
連横『台湾通史』には次のようにある。
「陳永華，字復甫，福建同安人。永華聞父喪，即棄儒生無，究心天下事。時成功延攬天下士，接見後，與談時事，終日不倦。大喜曰：『復甫今之臥龍也。』授參軍，待以賓禮。」
川崎繁樹と野上矯介共著の『台湾史』の中では、陳永華を「経世の才があり、時務に長じていた。鄭経が台湾を経営する政策の大半は、陳永華の方寸の間から出ている」と評価している。
連橫の『台湾通史』では、陳永華を「開物成務，體仁長人；仿其行事，比之於諸葛武侯」と評価している。そのほか、連橫は又、次のように評価している：「永華為政儒雅轉粟餽餉，軍無缺乏。及經歸後，頗事偸息，而馮錫範、劉國軒忌之。三十四年春三月，請解兵。經不聽，既而許之，以所部歸國軒。」
ある人は、彼が鄭氏父子を補佐する業績を諸葛亮が劉備、劉禅父子を補佐するがごとくとして、陳永華を「鄭氏諸葛」と称している。

### 経済
軍隊の糧食不足問題を解決するために、陳永華は、麾下の将軍達に軍屯を奨励し、米を最重要の農作物とした。甘藷もまた農業発展の重点の一つとされた。甘藷から砂糖がとれ、これが、日本やイギリスに輸出されたからである。
この外、当時の台湾の人々は、海水を煮て、食塩を得ていたが、品質に差があった。陳永華は製造工程を改良し、淋滷曬塩法を進めた。その工程は以下のとおりである。　
まず塩田のそばに溝を掘り、海水を土にしみこませ塩土を形成させる。そこから、塩水を取り出し、結晶池で日に晒して塩粒を取り出すのである。これにより、塩の品質を高めたのである。
また、清朝が遷界令を実施したことにより、台湾の物価が上昇した。特に、布の場合は激しかった。陳永華は鄭經に建議し、清朝の海防を担当する将軍に賄賂を送り、密貿易を進めさせた。その結果、台湾に貨物が流入し、物価が安定した。

### 教育
儒教の思想を広めるため、陳永華の建議により、1666年、台湾第一座の孔子廟を卓仔埔に建てた。その外、地方に学校を建て、算えで8歳になれば入学させた。陳永華は科挙の制度を制定した。それによると、天興州、万年州で、三年ごとに2回州試を行い、合格した後、府試、院試を通過すると、太学で、勉強することができる。これにより政府の求める人材を養成することとした。この外、漢化が勧められ、陳永華は、入学している原住民に、彼らの徭役を特別に免除した。

### 治安
陳永華は保甲制度を進め、地方秩序を維持した。10戸を1牌とし、10牌を1甲とし、10甲を1保とした。人々は、職業、婚姻、出生等すべて保甲を通じて地方官に報告しなければならなかった。治安の為、陳永華はまた、賭博を禁止した。

## 文物古蹟

### 陳永華将軍の墓
陳永華夫妻のはじめ、赤山堡大潭山（現在の台南市柳営区果毅里）に葬られた。鄭氏政権が滅びた後、清朝は、二人の遺骸を同安県（現在の廈門市集美区）に改葬した。そのために、もともとの墓は荒廃した。台湾が日本統治下に置かれた時代になると、一人の日本人により墓碑が発見された。墓碑には、以下のようにある。
「皇明贈資善大夫、正治上卿、都察院左都御史、總制、諮議參軍、監軍御史，諡文正陳公曁配夫人淑貞洪氏墓」
墓碑は保存されている。1954年、墓碑が発見された場所には、衣冠塚が設置されている。

### 永華宮
現在、台南孔子廟のそばにある台南永華宮は、本来は広沢尊王を祀る廟であった。永暦18年に、陳永華は泉州府南安県から、民間で親しまれている哪吒三太子の木像と観音大士を招来した。哪吒の木像は現在、台南の慈聖宮に祀られている。清の時代、廣澤尊王の信者は廟を立派にしようとし、1750年に完成した。このとき、陳永華の業績を記念するために、廟の名前を「永華宮」とし、陳永華の神像を安置した。

### 夢蝶園記碑

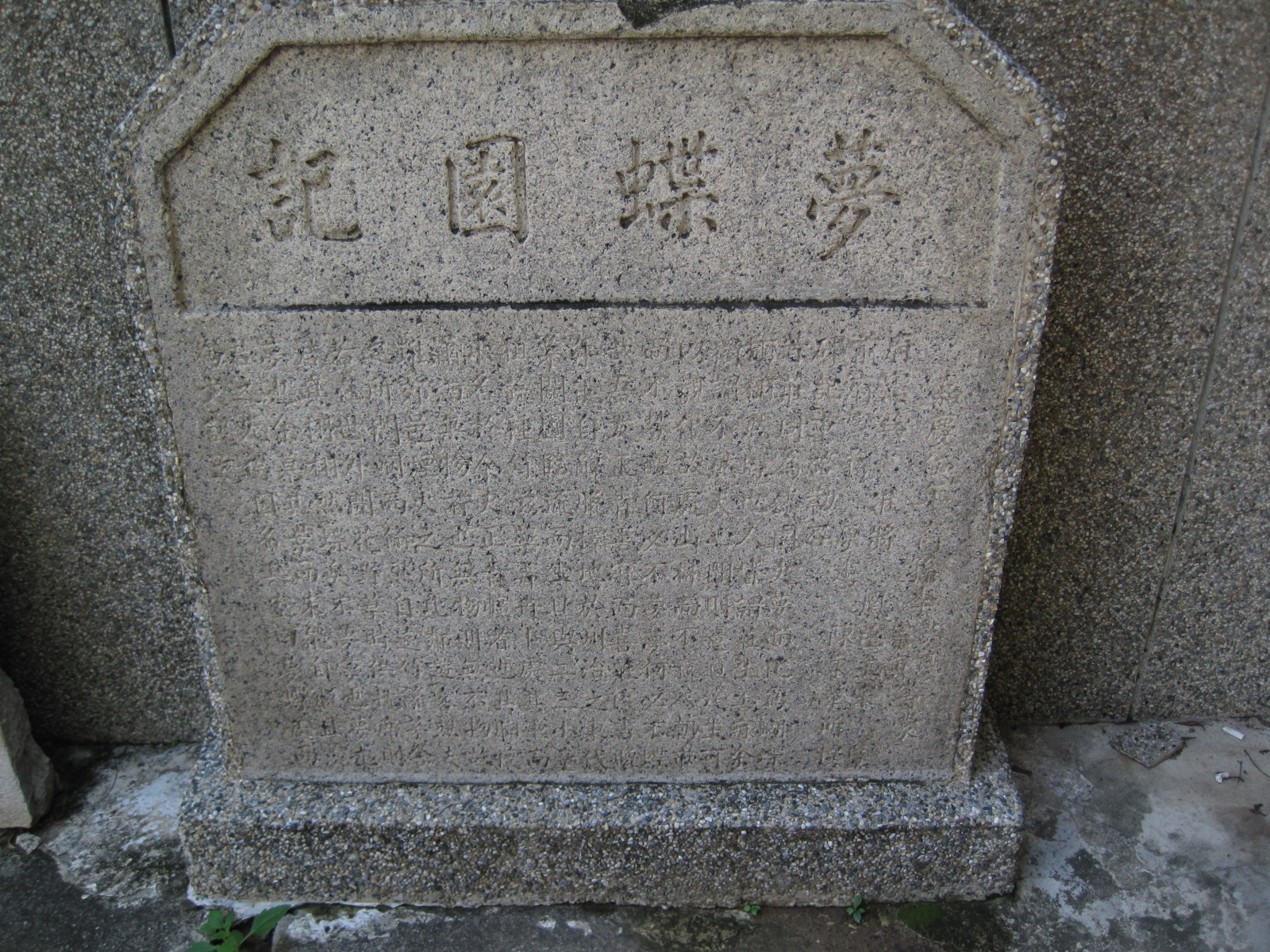
「夢蝶園記」碑

夢蝶園は陳永華の友人である李茂春が隠居した後住んでいた庭園であり、その名称は陳永華が題したものである。また、陳永華はこの庭園のために『夢蝶園記』を作っている。これを碑文に刻ませ、李茂春に贈っている。この碑文は現在、台南法華寺にある。

### 永華路
台南市にある永華路という大通りは、陳永華を記念して名付けられたものである。

## 洪門との関係
鄭成功は、明末清初の民間秘密組織である洪門（すなわち天地会）の創始者で、陳永華は、洪門（天地會）の実際の伝承者であり、陳近南と別の名を使った。
少林寺が西魯（吐蕃）を征伐した、という伝説がある。そこでは、少林寺の僧兵が西魯蛮を撃退したが、少林寺は逆に清軍によって焼かれてしまった。生き残った五人の僧が万雲龍を兄貴分とし、並びに陳永華を香主とした。五人の僧は、各地に散り天地会の思想を広めたので、天地会の少林五祖となった。。
洪門上層部の人々が指摘しているところによれば、天地会は清朝の時代、多くの別名の秘密組織を持っており、清末にあらわれた、欧榘甲・陶成章・章太炎などの革命党の人々は公に天地会の創始者は鄭成功だと言い出した。辛亥革命後、天地会の秘密任務は人々の知るところとなり、そのために陳永華の天地会内部での地位が高くなったのである。これにより、今に至るまで、洪門は、陳永華の誕生日に祭りを行うのである。

### 鹿鼎記
平生不識陳近南，就稱英雄也枉然。—金庸、『鹿鼎記』
陳永華（陳近南）を洪門（天地会）の伝承者としており、その他多くの伝承も『鹿鼎記』のようにしている。

## 家族
父親
- 陳鼎は、明末の孝廉であり、同安教諭となり、同安が攻められたとき国に殉じている。

妻子
- 洪淑貞は、端舎とも呼ばれている。陳永華の公務が忙しいとき、書信や公文書に至まで、指示を受けて、彼女が多く代筆している。

子女
- 陳夢緯
- 陳夢球は、1663年の清の挙人、1694年に進士になる。これは台湾出身の進士の一番目である（鄭克塽が降伏し、清軍に従って燕京に至ったあと、漢軍正白旗（中国語版）に属した）。
- 陳氏は、鄭克𡒉に嫁ぎ、鄭克𡒉が殺された時、鄭克𡒉に殉死した。

甥
- 陳縄武は、兵部を主管し、馮錫範と同じく鄭経に親しく信ぜられた。

## 注・出典
1. 1 2  郁永和，『裨海紀遊』，台北：中央研究院計算中心漢籍電子文獻，頁51
2. ↑  夏琳，『海紀緝要』，台北：中央研究院計算中心漢籍電子文獻，頁64
3. ↑  『海紀緝要』の記載では、鄭経即位の後、陳永華を参軍に任命している。『従征実録』には、陳永華が鄭成功の参軍に任ぜられたという記載はない。しかも、陳永華の名前すら載っていない。鄭成功時代に陳永華が活躍したというのは、間違って伝えられているのではないかと考えられる。
4. ↑  阮旻錫，『海上見聞錄』，台北：中央研究院計算中心漢籍電子文獻，頁42
5. ↑  江日昇，『台湾外記』，台北：中央研究院計算中心漢籍電子文獻，頁224。しかし、『海上見聞録』では、「居守戶官」の印章を送ったとされる
6. 1 2  市村讚次郎，『鄭氏關係文書』，台北：中央研究院計算中心漢籍電子文獻，頁18
7. ↑  台南縣政府文化局. “鹽田進化_陳永華淋滷曬鹽法” (中国語).   台南縣政府. 2010-12-23查閱閲覧。 “台湾曬鹽歷史的開端起於陳永華將軍的淋滷曬鹽法，淋滷曬鹽法故名思意便是透過將海水不斷的淋在沙土上，再透過「入溜」反覆澆海水與踩踏鹽沙土，將濃度高的海水過濾提煉出來。”
8. ↑  鹽田工作-淋滷曬鹽法
9. ↑  『台湾外記』，頁238-239
10. 1 2 3  戴寶村，『台湾政治史』，台北：五南圖書，頁57
11. 1 2  『台湾政治史』，頁50
12. ↑  陳永華墓碑被發現
13. ↑  台南市中西區公所-宗教之旅
14. ↑  『教授牽線』觀音、太子爺 失散百年再相會
15. ↑  王浩一 (2008-8). 在廟口說書. 台北市: 心靈工坊文化. pp. 123頁. ISBN 978-986-6782-47-3
16. ↑  洪門正名 新時代三大考驗
17. ↑  幇派轉型成功 洪門子弟祭始祖陳近南
18. ↑  洪門慶祝160週年成立曁五祖寶誕
19. ↑  江西發現明末清初天地會的船屋
20. ↑  莊吉發，〈鄭成功與天地會創立傳説〉『清史論集』第11集，臺北:文史哲出版社，頁8
21. ↑  全球洪門聯盟 永華宮謁祖
22. ↑  林相如 (2005年4月4日). “洪門祭拜始祖陳近南” (中国語). 蘋果日報 2010年12月24日閲覧。
23. ↑  莊吉發，〈鄭成功與天地會創立傳説〉，頁11